# Peña Falconera
Il rilievo Peña Falconera o "Huevo de Morrano" (uovo de Morrano) è una formazione rocciosa situata nella frazione di Morrano (provincia di Huesca, Aragona, Spagna). La sua altitudine è di 766 metri e si trova vicino al fiume Alcanadre.